# ميخائيل برستون بار
ميخائيل برستون بار (بالإنجليزية: Michael Preston Barr)‏ هو ملحن وكاتب أغاني أمريكي، ولد في 2 يناير 1927، وتوفي في 19 مايو 2009.

## وصلات خارجية
- ميخائيل برستون بار على موقع ميوزك برينز (الإنجليزية)
- ميخائيل برستون بار على موقع ديسكوغز (الإنجليزية)